# Fodina madagascariensis
Fodina madagascariensis là một loài bướm đêm trong họ Noctuidae.